# Dobrodzień
Dobrodzień är en stad och kommun i Powiat oleski i Opole vojvodskap i södra Polen. Staden har 3 752 invånare och är den sydligaste staden i distriktet.